# Binley Woods
Binley Woods er en forstad til Coventry og ligger i sognet Warwickshire i England. 
Landsbyen ligger i den østlige udkant af Coventry udenfor bygrænsen.
I 1990 til 1995 blev dele af tv-serien/sitcom Fint skal det være (Keeping Up Appearances) optaget på henholdsvis 117 Heather Road som var den snobbede Hyacinth Buckets hus og 119 Heather Road som var hendes nabo Elizabeth Wardens hus, hvor hun boede med sin bror Emmet Hawksworth.